# Срібнянська селищна рада
Срібня́нська се́лищна ра́да — орган місцевого самоврядування у Прилуцькому районі Чернігівської області. Адміністративний центр — селище міського типу Срібне.

## Загальні відомості
Срібнянська сільська рада утворена у 1965 році.
- Територія ради: 79,432 км²
- Населення ради: 4003 особи (станом на 2001 рік)

## Населені пункти
Селищній раді підпорядковані населені пункти:
- смт Срібне
- с. Артеменків
- с. Никонівка

## Склад ради
Рада складається з 20 депутатів та голови.
- Селищний голова:Панченко Олена Василівна
- Секретар ради: Мартинюк Ірина Іванівна

### Керівний склад попередніх скликань
| ПІБ                         | Основні відомості                                   | Дата обрання | Дата звільнення |
| --------------------------- | --------------------------------------------------- | ------------ | --------------- |
| Москвітін Микола Васильович | Селищний голова, 1949 року народження, позапартійна | 26.03.2006   | 31.10.2010      |
| Куделя Олег Павлович        | Селищний голова, 1972 року народження, освіта вища  | 31.10.2010   |                 |

Примітка: таблиця складена за даними джерела

### Депутати
За результатами місцевих виборів 2010 року депутатами ради стали:

#### За суб'єктами висування
| Суб'єкт висування                                       | Кількість обраних депутатів | %  |
| ------------------------------------------------------- | --------------------------- | -- |
| Комуністична партія України                             | 6                           | 30 |
| Самовисування                                           | 4                           | 20 |
| Партія регіонів                                         | 3                           | 15 |
| Народна Партія                                          | 2                           | 10 |
| Політична партія Всеукраїнське об'єднання «Батьківщина» | 2                           | 10 |
| Соціалістична партія України                            | 2                           | 10 |
| Українська соціал-демократична партія                   | 1                           | 5  |

#### За округами
| № округу                                                | Прізвище, ім'я, по батькові       | Дата визнання обраним | Освіта                    | Партійна приналежність             | Відомості про обраного депутата                                                       |
| ------------------------------------------------------- | --------------------------------- | --------------------- | ------------------------- | ---------------------------------- | ------------------------------------------------------------------------------------- |
| Комуністична партія України                             |                                   |                       |                           |                                    |                                                                                       |
| 8                                                       | Шевченко Віталій Миколайович      | 02.11.2010            | Освіта вища               | член Комуністичної партії України  | Срібнянський райавтодор, інженер з охорони праці                                      |
| 9                                                       | Божко Анатолій Іванович           | 02.11.2010            | Освіта вища               | член Комуністичної партії України  | СТОВ «Батьківщина», інженер                                                           |
| 11                                                      | Зінченко Ірина Віталіївна         | 02.11.2010            | Освіта вища               | член Комуністичної партії України  | Срібнянський дошкільний заклад, вихователь                                            |
| 17                                                      | Ведмідь Анатолій Васильович       | 02.11.2010            | Освіта середня            | член Комуністичної партії України  | ТОВ «Обрій», водій                                                                    |
| 18                                                      | Ляшко Микола Іванович             | 02.11.2010            | Освіта середня            | член Комуністичної партії України  | тимчасово не працює                                                                   |
| 20                                                      | Нітченко Іван Іванович            | 02.11.2010            | Освіта середня            | член Комуністичної партії України  | Срібнянська ветлабораторія, водій                                                     |
| Народна Партія                                          |                                   |                       |                           |                                    |                                                                                       |
| 3                                                       | Штага Олександр Миколайович       | 02.11.2010            | Освіта середня            | член Народної партії               | Срібнянське газове господарство, слюсар                                               |
| 6                                                       | Пляшка Володимир Михайлович       | 02.11.2010            | Освіта вища               | член Народної партії               | Срібнянське районне управління ПФУ, головний спеціаліст- юрисконсульт                 |
| Партія регіонів                                         |                                   |                       |                           |                                    |                                                                                       |
| 4                                                       | Денисенко Валентина Олександрівна | 02.11.2010            | Освіта вища               | позапартійна                       | Срібнянська РДА, начальник юридичного відділу                                         |
| 14                                                      | Жмака Віталій Андрійович          | 02.11.2010            | Освіта середня            | позапартійний                      | Срібнянська ЦРЛ, водій «швидкої допомоги»                                             |
| 19                                                      | Бибик Валентина Іванівна          | 02.11.2010            | Освіта вища               | позапартійна                       | редакція районної газети, бухгалтер                                                   |
| Політична партія Всеукраїнське об'єднання «Батьківщина» |                                   |                       |                           |                                    |                                                                                       |
| 1                                                       | Заєць Володимир Михайлович        | 02.11.2010            | Освіта середня            | позапартійний                      | тимчасово не працює                                                                   |
| 2                                                       | Андрієнко Тетяна Григорівна       | 02.11.2010            | Освіта вища               | позапартійна                       | Срібнянська районна лікарня, медична сестра                                           |
| Соціалістична партія України                            |                                   |                       |                           |                                    |                                                                                       |
| 7                                                       | Миненко Володимир Миколайович     | 02.11.2010            | Освіта вища               | член Соціалістичної партії України | СТОВ «Батьківщина», керуючий відділенням                                              |
| 13                                                      | Бугаєнко Лариса Григорівна        | 02.11.2010            | Освіта вища               | позапартійна                       | Срібнянська районна санітарно-епідемічна станція, головний державний санітарний лікар |
| Українська соціал-демократична партія                   |                                   |                       |                           |                                    |                                                                                       |
| 16                                                      | Усенко Анатолій Григорович        | 02.11.2010            | Освіта вища               | позапартійний                      | приватний підприємець                                                                 |
| Самовисування                                           |                                   |                       |                           |                                    |                                                                                       |
| 5                                                       | Заєць Олег Вікторович             | 02.11.2010            | Освіта середня спеціальна | позапартійний                      | Срібнянська селищна рада, спеціаліст-землевпорядник                                   |
| 10                                                      | Геращенко Валентина Павлівна      | 02.11.2010            | Освіта вища               | позапартійна                       | Срібнянська селищна рада, секретар                                                    |
| 12                                                      | Москвітін Микола Васильович       | 02.11.2010            | Освіта середня спеціальна | позапартійний                      | Срібнянська селищна рада, срібнянський селищний олова                                 |
| 15                                                      | Маріненко Сергій Вікторович       | 02.11.2010            | Освіта вища               | позапартійний                      | управління Державного казначейства в Срібнянському районі, начальник управління       |